# Bảo tàng Nhạc cụ ở Poznań
Bảo tàng Nhạc cụ ở Poznań (tiếng Ba Lan: Muzeum Instrumentów Muzycznych w Poznaniu) là một bảo tàng tọa lạc tại số 45 Quảng trường chợ cũ, Poznań, Ba Lan. Bảo tàng là một chi nhánh của Bảo tàng Quốc gia ở Poznań. Bảo tàng Nhạc cụ ở Poznań là bảo tàng duy nhất thuộc loại này ở Ba Lan, và có quy mô lớn thứ ba ở Châu Âu.

## Lược sử hình thành
Bảo tàng Nhạc cụ ở Poznań được thành lập vào năm 1945 theo khởi xướng của Zdzisław Szulc - ông cũng là người phụ trách và giám đốc đầu tiên của Bảo tàng. Các bộ sưu tập của Bảo tàng được trưng bày trong ba ngôi nhà chung cư lịch sử.
Bảo tàng Nhạc cụ ở Poznań đã được đưa vào Sổ đăng ký Bảo tàng Nhà nước do Bộ trưởng Bộ Văn hóa và Bảo vệ di sản quốc gia lưu giữ, theo số đăng ký: Nghệ thuật.13 của Đạo luật ngày 21 tháng 11 năm 1996 về bảo tàng.

## Triển lãm
Các bộ sưu tập của Bảo tàng Nhạc cụ ở Poznań hiện đang bao gồm khoảng 2.000 vật triển lãm đến từ hầu hết các châu lục, được chia thành 19 phòng chuyên đề, bao gồm: bộ sưu tập đàn vĩ cầm, đàn piano, nhạc cụ bằng gỗ và đồng thau, nhạc cụ dân gian của Ba Lan, nhạc cụ từ các quốc gia ở Châu Đại Dương, Châu Mỹ, Châu Phi và Châu Á, và các chuyên đề khác.

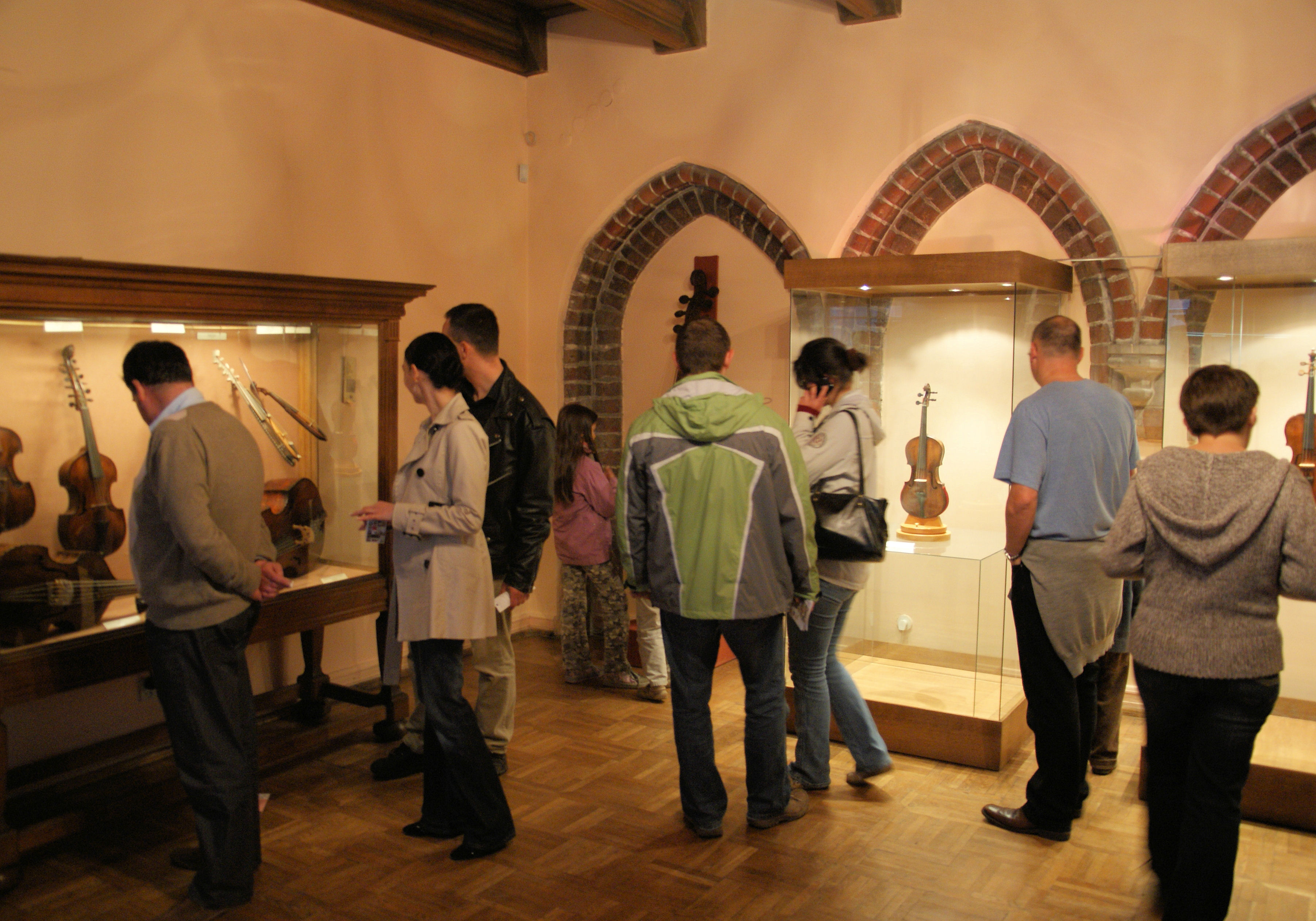
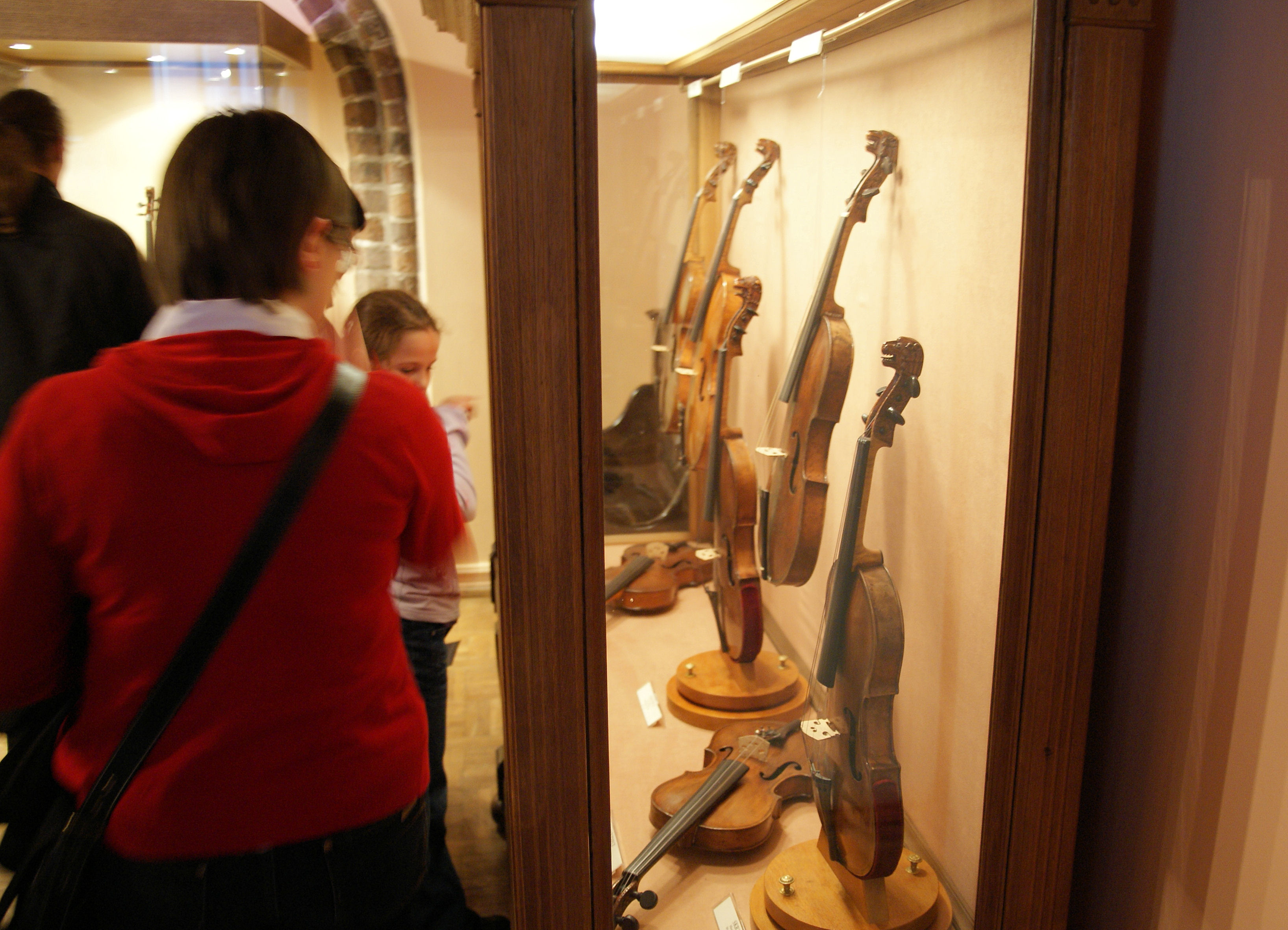